# Nicolas Couturier
Nicolas Couturier, parfois nommé Nicolas-Mammès Couturier (1840-1911), est un organiste, maître de chapelle de la cathédrale de Langres et compositeur français du XIXe siècle. Il contribua à la renaissance et à la renommée de la cathédrale langroise, qui dépassa les limites de l'hexagone et où Louis-Lazare Perruchot reçoit sa première formation.
En septembre 1882, il assista au congrès européen d'Arezzo. Il y dirigea une messe en l'honneur de sainte Cécile, donnée le 12 septembre en prélude aux séances.

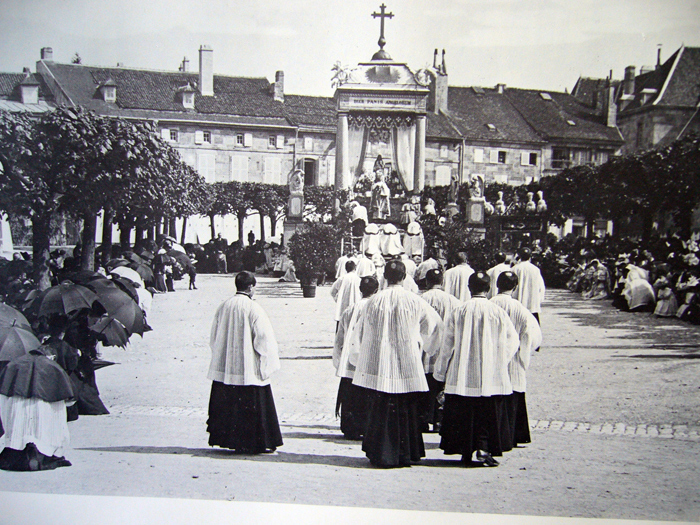
Procession de la Fête-Dieu à Langres